# Viacrucis del Migrante

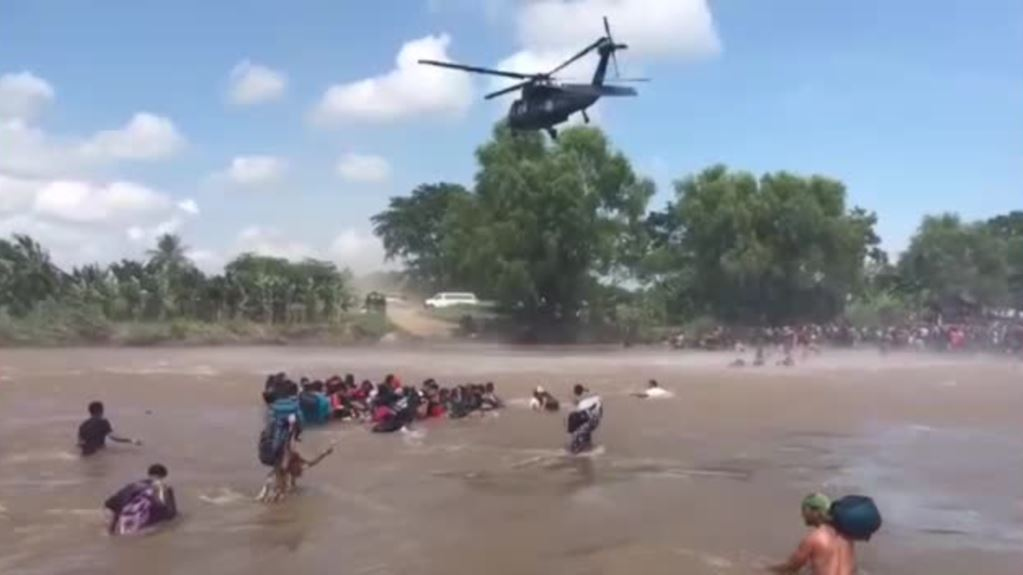
Migrantes intentando cruzar la frontera entre Guatemala y México.

La caravana viacrucis migrante 2018 es una caminata de ciudadanos centroamericanos que se inició el 25 de marzo de 2018 en Chiapas (México) y cuya meta es llegar a Estados Unidos para solicitar asilo humanitario ante la violencia que existe en sus países de origen.

## Antecedentes
Caravanas con similares características se han realizado desde 2010 y buscan visibilizar la situación migratoria de centroamericanos quienes buscan atravesar México desde la frontera del sur y llegar a los Estados Unidos.

## Crisis en Honduras
Honduras es uno de los países más pobres y violentos de América Central. El país sufrió un golpe de Estado en 2009 y es uno de los países más desiguales del mundo, mientras que la tasa de pobreza se situó en el 64,3% en 2018.
La sequía es también una de las causas de la emigración.
Según el periódico Le Monde, «Atrapados entre la extrema pobreza y la ultraviolencia, más y más hondureños están optando por huir de su país, impulsados por la más extrema desesperación. Un político hondureño de la oposición considera que los migrantes "no corren tras el sueño americano, huyen de la pesadilla hondureña».

## Organización
En el recorrido de 2018 bajo el lema «Todos somos americanos por nacimiento», más de un millar y medio de personas buscan cruzar México. La agrupación Pueblos sin Fronteras informó que la mayoría de los participantes son de Honduras y que no todos buscan llegar a EUA sino que esperan reunirse con sus familias en territorio mexicano.

## Recorrido
La caravana se inició el 25 de marzo de 2018 en el estado de Chiapas; ocho días después llegaron a la zona de Tehuantepec en Oaxaca donde quedaron varados.

## Reacciones
El presidente de los Estados Unidos, Donald Trump, amenazó con enviar al ejército a la frontera entre Estados Unidos y México para cerrarle el paso a la caravana y dar por concluidas las negociaciones del Tratado de Libre Comercio de América del Norte (TLCAN).
Luis Videgaray, Secretario de Relaciones Exteriores de México, pidió una explicación a los dichos emitidos por Trump.
El gobierno mexicano informó que no existe presión para desintegrar la caravana, ya que la dispersión se ha iniciado por voluntad propia de los involucrados, algunos de los cuales están en proceso de regularizar su situación migratoria.
Para Irineo Mújica, director de Pueblos Sin Fronteras, ésta ha sido la más exitosa caravana en los últimos años, gracias a las intervenciones de Donald Trump, quien los ha visibilizado internacionalmente.
El 4 de abril fue anunciado por Trump el envío de elementos de la Guardia Nacional para resguardar la frontera.